# CDNA文庫
cDNA文库筛选在基因功能研究中的应用较早，然而早期的cDNA文库均为「混合型」（pooled），筛选后的回收鉴定工作非常繁杂。近年来由于人类及其它一些物种的全基因组测序工作的完成，使构建基因组范围「cDNA阵列文库」的可能性大為提高。

## 實例
近來诺华（Novartis）基因组学研究所构建了一个包括20704个全长人体cDNA克隆阵列文库，所有的基因均以「pCMVsport6」作为表达载体，可在哺乳类细胞内表达。

## 過程
应用该文库，他们首先进行了一个基因组范围的筛选以鉴定新的调节活化蛋白-1(AP-1)信号通道的基因产物。 在该实验中cDNA阵列文库被分别置于384孔板中，并与含AP-1反应片段的报告基因共同通过转染导入受检细胞。转染后，将细胞在攝氏37度继续培养48小时，然后加入细胞溶解試劑和化学发光试剂，并以化学发光仪测量光学信号。其信号强弱与AP-1信号通道化的活化程度成正比。本实验除检测到多个已知的AP-1信号通道调节因子外，还发现了40多个候选的调节基因，其中一些被进一步证实。随后，他们通过非常类似的实验方法对该文库进行了另一次高通量筛选以寻找调节p53肿瘤抑制子信号通道活性的产物。在该实验中，他们首先建立了一株能稳定表达「p53-反应区段」（responsive element）控制的报告基因的肿病细胞株（HCT116），然后在384孔板中对该细胞株进行cDNA文库转染，并以报告基因来检测p53活化强度。

## 結果
该实验共发现了39个新的可调节p53活性的基因，其中7个对p53活性有正向调节作用、2个为负性调节子。